# Semiothisa cellulata
Semiothisa cellulata là một loài bướm đêm trong họ Geometridae.